# Insulaner (Berg)
Der Insulaner ist ein Trümmerberg im Berliner Ortsteil Schöneberg an der Grenze zum Ortsteil Steglitz. Der rund 78 m ü. NHN hohe Berg ist der älteste Trümmerberg Berlins. Er liegt zwischen Prellerweg, Sembritzkistraße und Munsterdamm nahe dem S-Bahnhof Priesterweg.

## Entstehung
Der Insulaner entstand 1946 bis 1951 aus rund 1,8 Millionen Kubikmetern Trümmerschutt der im Zweiten Weltkrieg zerstörten Stadt. Für die Ablagerung des Schutts wurde ein Areal am Rande der Rauhen Berge festgelegt, das durch Kiestagebau gezeichnet aus einer Sandfläche mit sich anschließenden Kleingärten bestand. Zum Transport des Schutts dorthin wurde vom Bayerischen Viertel in Schöneberg aus eine provisorische Strecke für eine Lorenbahn eingerichtet.
Die Trümmer wurden nicht gleichmäßig – also beispielsweise pyramiden- oder kegelförmig – zu einer Halde aufgeschüttet, es entstand vielmehr ein asymmetrischer Hügel mit zwei Kuppen und unterschiedlich steilen und flachen Hängen. Anschließend bedeckte man die Trümmer mit einer etwa ein Meter dicken Lehm- und Humusschicht und pflanzte schließlich Weiden, Pappeln und Hainbuchen.

## Name
Der Name des Trümmerbergs wurde durch einen Ideenwettbewerb ermittelt, an dem sich 180 Schöneberger Schulklassen beteiligten. Den Namen hatten sich zwei Schulklassen ausgedacht, die damit bei diesem Preisausschreiben 100 Mark gewannen. Der Namensvorschlag lehnte sich an das damals populäre Kabarett Die Insulaner im Hörfunksender RIAS an. Am 11. August 1951 erhielt der Insulaner dann offiziell seinen Namen. Der Berliner Volksmund hatte dem Berg bereits den Namen Mont Klamott gegeben.

## Besonderheiten
Da die Umgebung des Insulaners in seiner Entstehungszeit noch weniger dicht besiedelt war, entschied man sich Anfang der 1960er Jahre, die Wilhelm-Foerster-Sternwarte auf dem Gipfelplateau zu errichten, um der Lichtverschmutzung zu entgehen. Auf der Plattform der 1963 eröffneten Sternwarte befinden sich der große Bamberg-Refraktor und eine Wetterstation. Im Jahr 1965 kam das Planetarium am Insulaner am Fuße des Berges hinzu. Sternwarte und Planetarium sind als Baudenkmale geschützt.

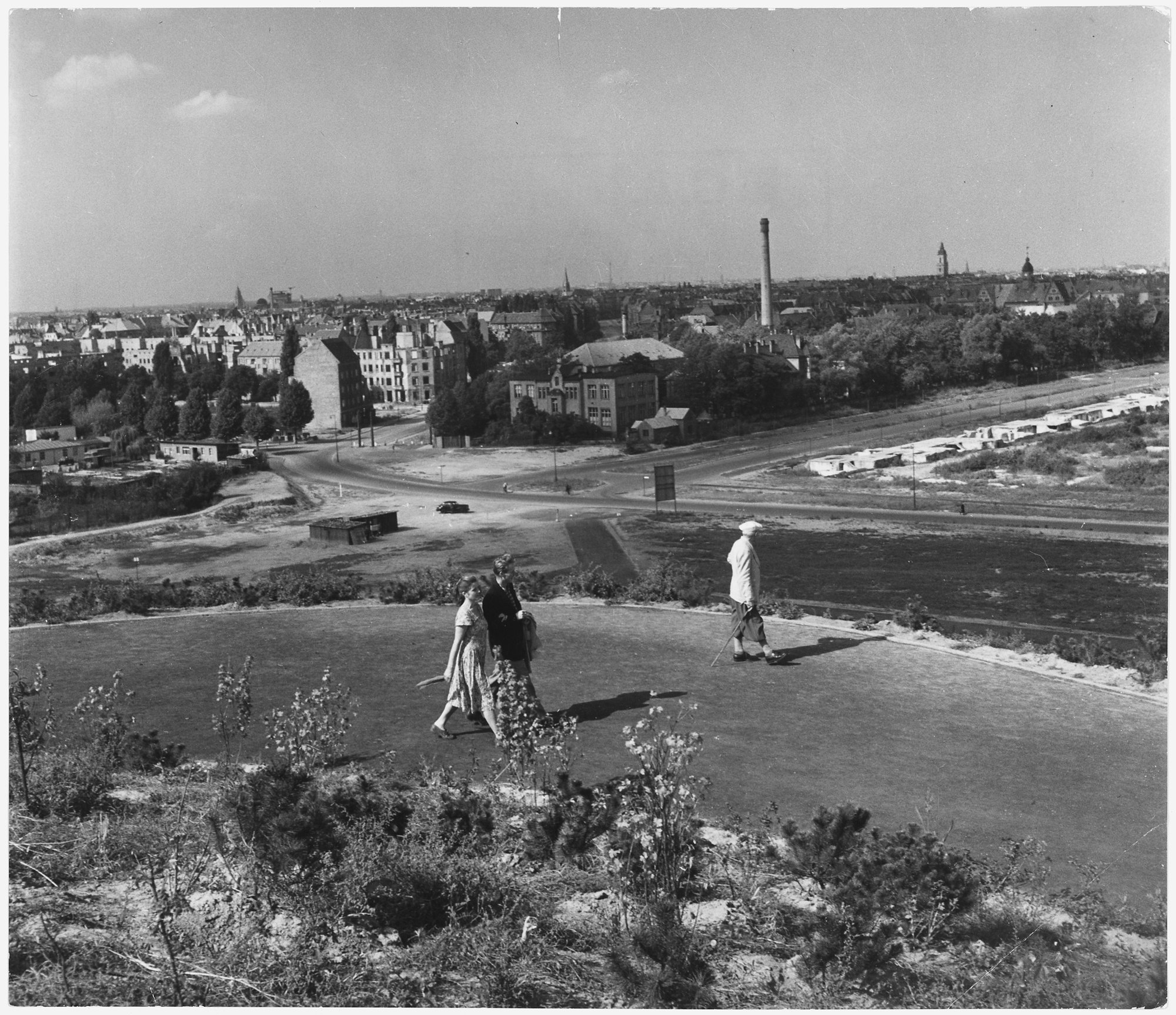
Blick vom Insulaner nach Nordwesten mit Ecke Grazer Damm / Prellerweg, um 1950
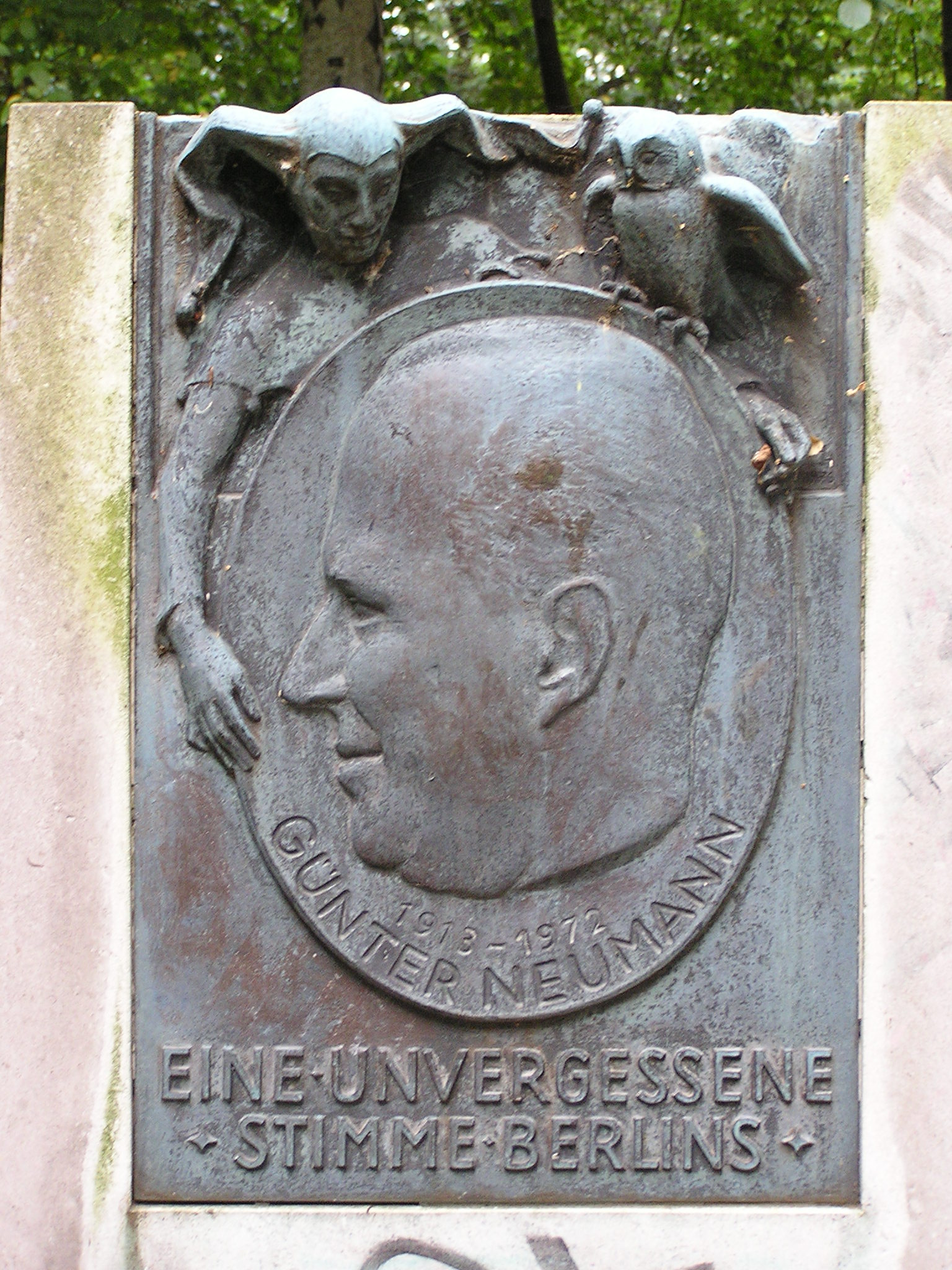
Gedenktafel am Insulaner für Günter Neumann, Gründer des Kabaretts Die Insulaner
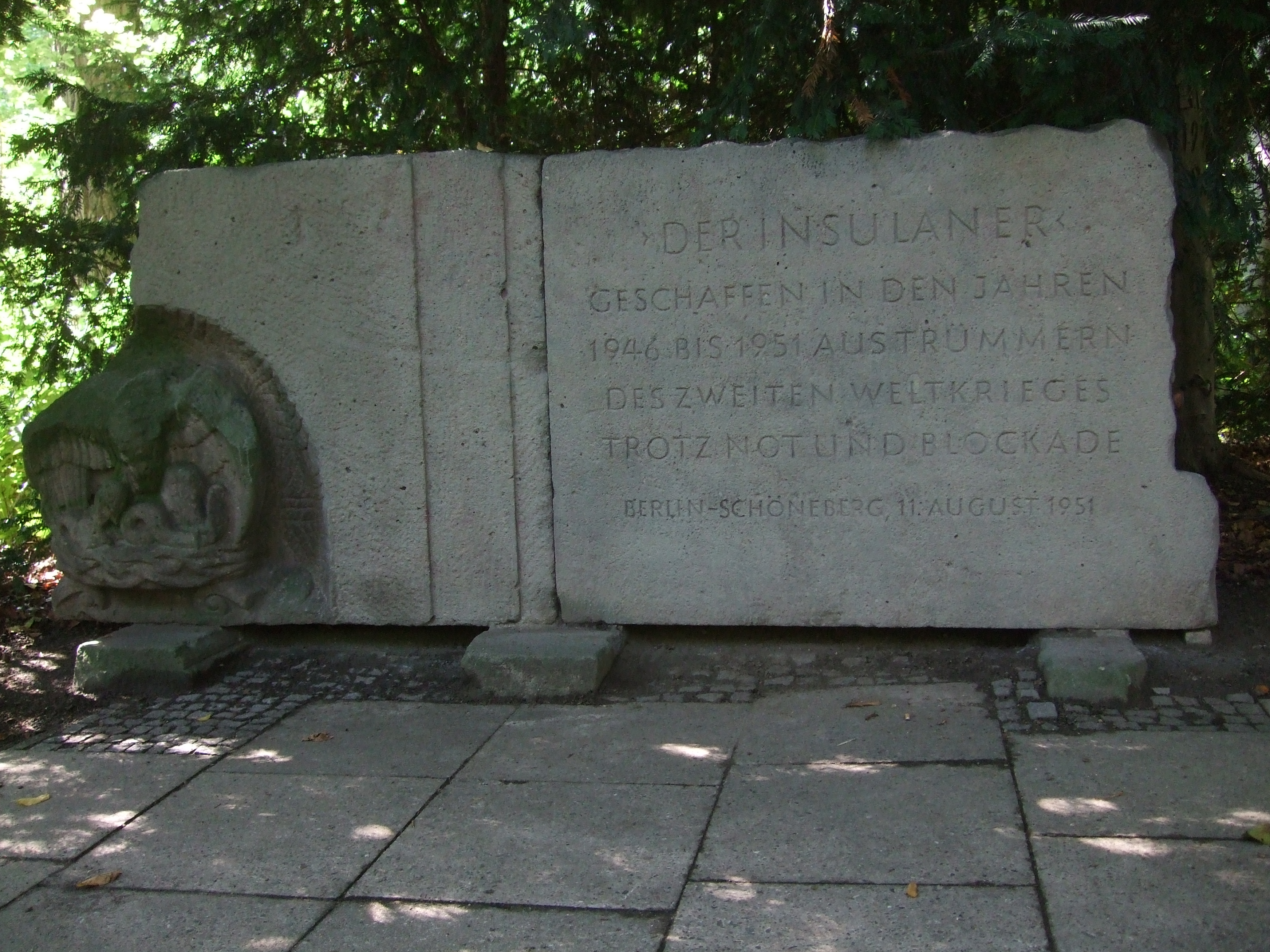
Gedenktafel am Insulaner für die Entstehung 1946–1951
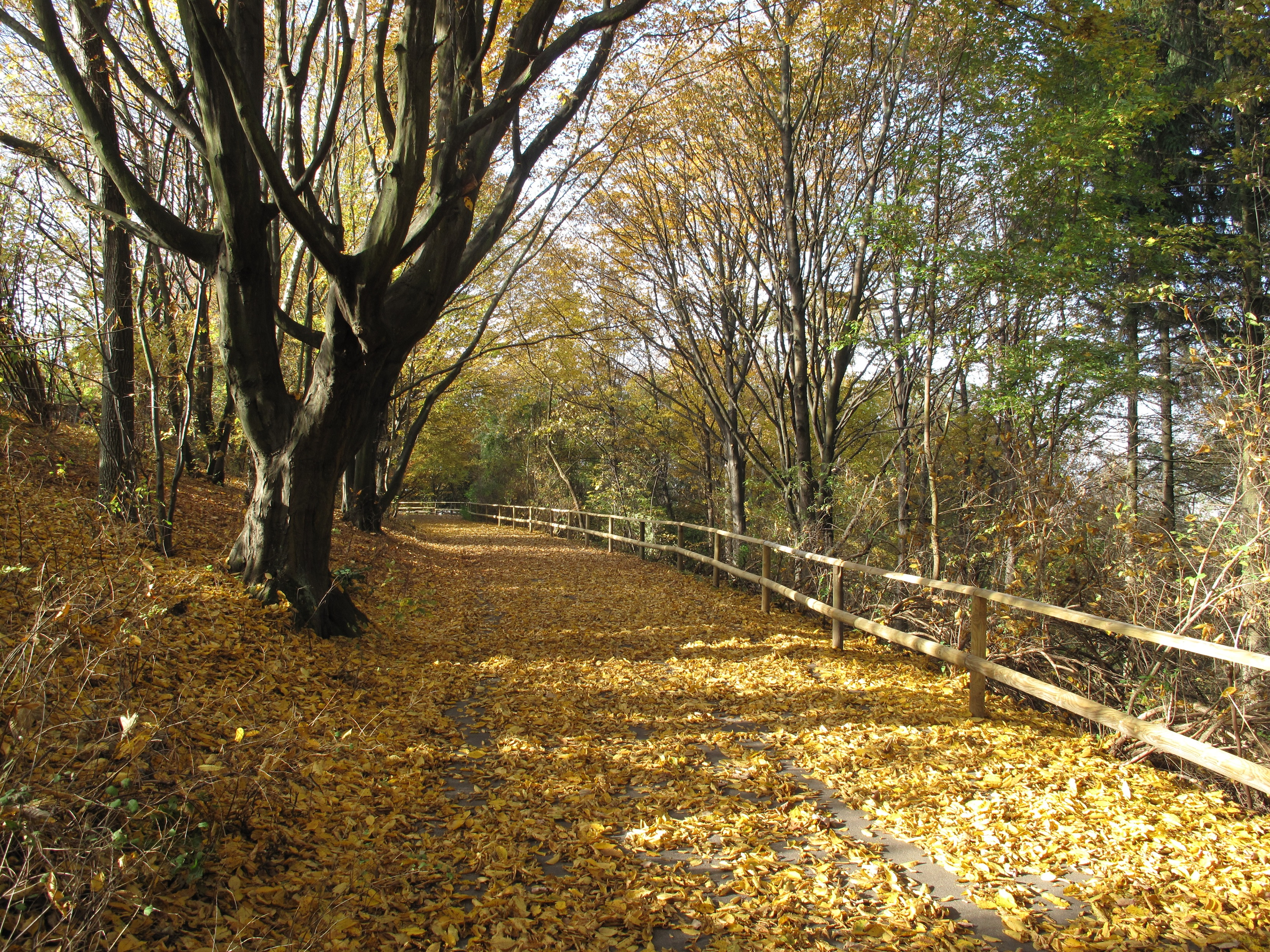
Weg am Hang des Insulaners
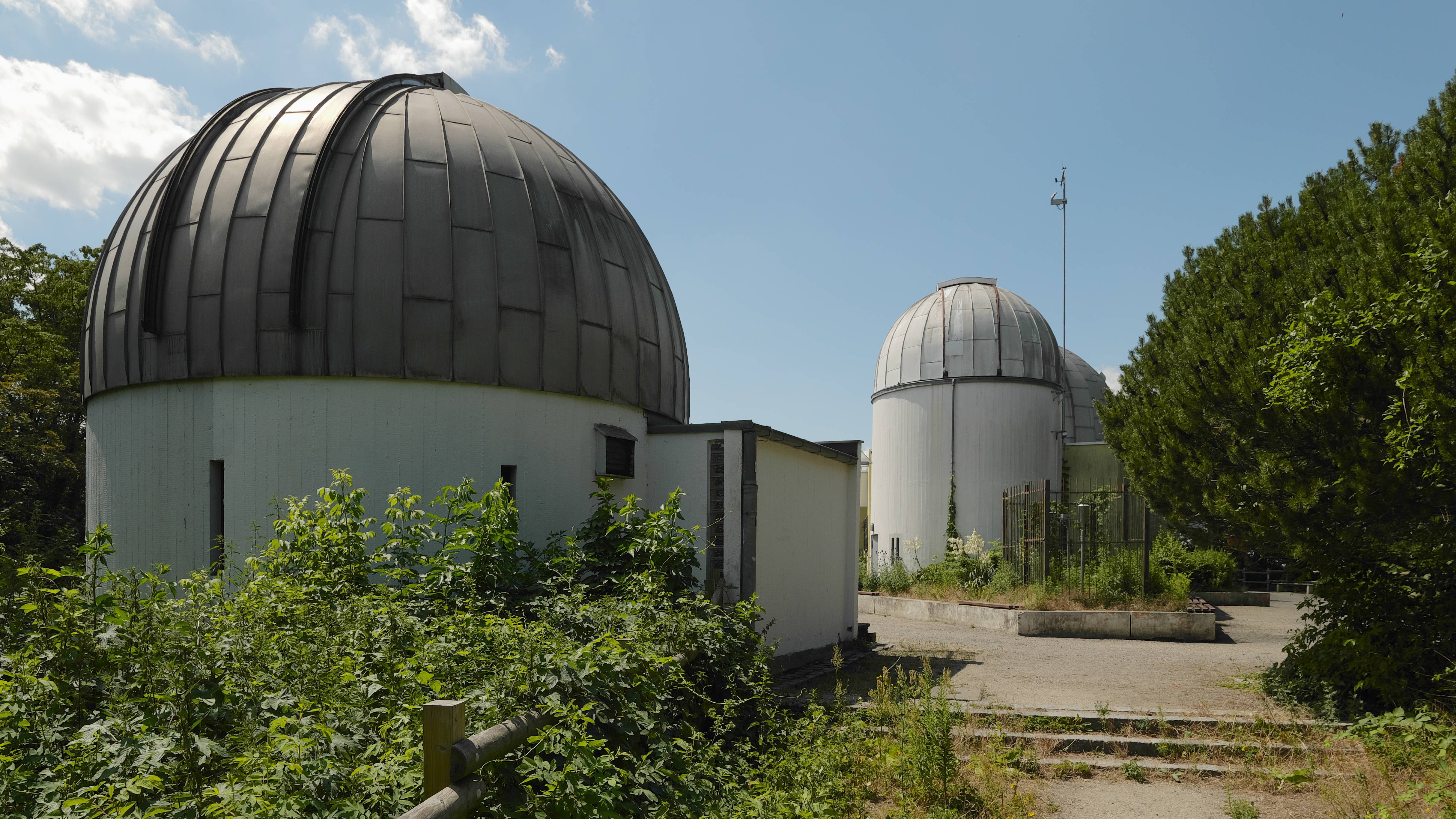
Wilhelm-Foerster-Sternwarte

Neben den astronomischen Beobachtungen von der Sternwarte aus sind bei klarer Sicht vom Gipfel des Insulaners unter anderem das Rathaus Schöneberg, das Europa-Center, der Steglitzer Kreisel und das Kraftwerk Lichterfelde zu erkennen.
Auf dem Berg gibt es eine Rodelbahn und eine Minigolfanlage, in unmittelbarer Nähe befindet sich auf Steglitzer Gebiet das Sommerbad Am Insulaner.
Heute ist der Trümmerberg mit einer vielfältigen und üppigen Vegetation bewachsen, sodass es kaum auffällt, dass dieser Hügel künstlichen Ursprungs ist.
Der Insulaner gibt auch der nahegelegenen Grundschule am Insulaner ihren Namen.